# Cuevas de Nanumanga
Las cuevas de Nanumanga son unas cuevas submarinas de la costa norte de Nanumanga, en el pequeño archipiélago y nación de Tuvalu en el oeste de la Polinesia. Descubiertas por dos buzos en 1986, las cuevas se encuentran a 37 m y 46 m por debajo del nivel del mar, en la pared de un acantilado de coral. Manchas oscuras en el techo, las paredes ennegrecidas y fragmentos de coral en su planta sugieren el uso del fuego por sus ocupantes antiguos.
El descubrimiento de las cuevas de Nanumanga se hizo debido al interés despertado por una leyenda local. Según esta leyenda, existía "una gran casa en el mar". La existencia de esta leyenda dio lugar a la expedición de buceo de 1986, durante el cual las cuevas fueron descubiertas. Estas son conocidas a veces como las cuevas de Fuego de Nanumanga.